# Red Steel
Red Steel – gra komputerowa, która ukazała się w dniu premiery konsoli Nintendo Wii, 19 listopada 2006 (ponieważ jest to gra na wyłączność, tzw. exclusive). Red Steel to gra z gatunku FPS (strzelanina z widokiem z pierwszej osoby) firmy UbiSoft, w której zastosowano nowoczesne kontrolery zawierające czujniki ruchu.
Przez prasę branżową w USA Red Steel został dość chłodno przyjęty, głównie ze względu na niedopracowane sterowanie.